# Klaus Böger
Klaus Böger (* 8. September 1945 in Lauterbach, Hessen) ist ein deutscher Politiker (SPD). Von 1999 bis 2006 war er Senator des Landes Berlin für Bildung, Jugend und Sport.

## Mandate
Der studierte Politologe wurde 1989 erstmals ins Berliner Abgeordnetenhaus gewählt, wo er 1992 erstmals zum stellvertretenden Vorsitzenden der SPD-Fraktion gewählt wurde. Nach dem Rücktritt Ditmar Staffelts übernahm er 1994 den Vorsitz der SPD-Fraktion im Berliner Abgeordnetenhaus, welchen er bis 1999 innehatte.
Bei den Wahlen zum Abgeordnetenhaus am 17. September 2006 verzichtete er auf eine erneute Kandidatur.

## Partei
Für die Wahl zum Berliner Abgeordnetenhaus 1999 bewarb er sich parteiintern um die Spitzenkandidatur der Berliner SPD, unterlag jedoch dem früheren Regierenden Bürgermeister Walter Momper.

## Öffentliche Ämter
Nach der Wahl 1999 wurde die seit 1991 amtierende  große Koalition fortgesetzt, Böger wechselte jedoch als Bürgermeister und Senator für Bildung, Jugend und Sport in den Berliner Senat.
Als im Juni 2001 die große Koalition zerbrach, wurden der Regierende Bürgermeister Eberhard Diepgen und die vier CDU-Senatoren (Eckart Werthebach, Christoph Stölzl, Peter Kurth und Wolfgang Branoner) mittels eines von SPD, Bündnis 90/Die Grünen und PDS getragenen Misstrauensvotums durch das Abgeordnetenhaus abgewählt.
Nachdem der SPD-Fraktionsvorsitzende Klaus Wowereit zum Regierenden Bürgermeister gewählt worden war, erklärte Böger ebenso wie die beiden anderen SPD-Senatoren (Peter Strieder und Gabriele Schöttler) seinen Rücktritt, um so eine einheitliche Wahl eines PDS-tolerierten rot-grünen Minderheitssenats zu ermöglichen. Er wurde jedoch anschließend wieder in seine Ämter gewählt.
Nach dem Sieg der Berliner SPD bei der Neuwahl zum Berliner Abgeordnetenhaus am 21. Oktober 2001 bildete Klaus Wowereit eine Rot-Rote Koalition mit der PDS, Böger behielt sein Amt als Senator, verlor jedoch seine Stellung als Bürgermeister an Karin Schubert (SPD).
Nachdem SPD und PDS sich nach der Wahl 2006 auf eine Fortführung ihrer Koalition geeinigt hatten, erklärte Böger am 7. November 2006 seinen Verzicht auf eine erneute Amtszeit als Senator. Ein Jahr vor der Wahl hatte er dagegen als einziger Senator den Wunsch bekundet, im Amt zu bleiben.
Sein Nachfolger als Senator für Bildung, Wissenschaft und Forschung trat am 23. November 2006 Jürgen Zöllner an, der Bereich Sport wechselte zur Innenverwaltung unter Ehrhart Körting (beide SPD).
Ab 2009 war Böger Präsident des Landessportbundes Berlin. Im November 2018 schied er aus dem Amt.

## Politische Inhalte
In seiner Zeit als Fraktionsvorsitzender der SPD (1994–1999) setzte sich Böger für die Stabilität der Großen Koalition in Berlin ein und initiierte Strukturreformen wie Regierungs- und Parlamentsverkleinerung sowie die Bezirksgebietsreform in Berlin.
In der Anfangszeit seiner Senatstätigkeit setzte Klaus Böger gegen erhebliche Widerstände die Arbeitszeitverlängerung für Lehrer durch. Zwei Tage im Schuljahr, die Lehrer zum Ausgleich gewährt werden, werden „Bögertage“ genannt.
Zudem wurde unter Böger im Jahr 2004 die Verbeamtung von Lehrkräften abgeschafft, was in der Folge zu einer massiven Abwanderung qualifizierter Junglehrer in andere Bundesländer führte. Im August 2004 trat das neue Berliner Schulgesetz, für das Böger sich vehement eingesetzt hatte, in Kraft. Damit ist Berlin das erste Bundesland, in dem seit der Veröffentlichung der Pisa-Studie ein neues Schulgesetz gilt.
Als Senator billigte er die Deutsch-Pflicht auf Schulhöfen. Böger hielt es für eine Selbstverständlichkeit, dass Deutsch an jeder Berliner Schule Amts- und Verkehrssprache sei.

## Ehrenamtliches Engagement
Nach seiner politischen Laufbahn wurde Klaus Böger im Sommer 2009 zum Präsidenten des Landessportbundes Berlin gewählt. Ein Ehrenamt, das er bis zum November 2018 ausgeübt hat. Nachdem er zu diesem Zeitpunkt nicht mehr für eine weitere Legislaturperiode kandidierte, wurde er von der Mitgliederversammlung des LSB zum Ehrenpräsidenten auf Lebenszeit gewählt. Im Juli 2020 wurde ihm für sein ehrenamtliches Engagement das Bundesverdienstkreuz verliehen und vom Regierenden Bürgermeister von Berlin, Michael Müller, ausgehändigt. Zur Begründung wurde insbesondere auch sein bundesweiter Einsatz für einen wirksamen Kinderschutz im Sport angeführt.